# Serrat del Portell del Llop
El Serrat del Portell del Llop és una serra situada entre els municipis de Castellnou de Bages i de Súria a la comarca del Bages, amb una elevació màxima de 614 metres.